# Out of Control
Out of Control är ett soloalbum utgivet av den före detta Kiss-medlemmen Peter Criss i september 1980. De flesta låtarna är skrivna av Peter Criss tillsammans med sin vän och låtskrivarkollega Stan Penridge. För produktionen stod David Wolfert och Peter Criss. Albumet spelades in vid RCA Recording Studios i New York mellan mars och juli månad 1980.

## Låtförteckning

### Sida 1
1. "By Myself" (Criss, Penridge, Wolfert) – 3:36
2. "In Trouble Again" (Criss, Penridge) – 3:22
3. "Where Will They Run?" (Criss, Penridge) – 3:54
4. "I Found Love" (Criss, Penridge, Wolfert) – 3:30
5. "There's Nothing Better" (Criss, Penridge) – 3:34

### Sida 2
1. "Out of Control" (Criss, Penridge) – 4:03
2. "Words" (Criss, Penridge) – 4:44
3. "You Better Run" (Eddie Brigati, Felix Cavaliere) – 2:42
4. "My Life" (David Buskin, Criss, Wolfert) – 3:42
5. "Feel Like Letting Go" (Criss, Penridge) – 5:11